# Megerlia truncata
Megerlia truncata (synoniem: Megerlia monstruosa) is een soort uit de familie Kraussinidae. De armpotige is een vastzittend dier met een tweekleppige schelp. Het voedingsapparaat van het dier is een lofofoor, een ring met daarop holle tentakels. Op die lofofoor zitten cilia, kleine zweephaartjes, op de randen en op de middenas. De zweephaartjes op de rand creëren een waterstoom van de top van de lofofoor naar hun basis, waar het water de schelp verlaat. Voedseldeeltjes die met de lofofoor in aanraking komen worden gevangen in een slijmlaagje en de zweepharen in het midden voeren dit slijm naar de mond aan de basis van de lofofoor
De wetenschappelijke naam van de soort werd gepubliceerd in 1767 door Linnaeus.

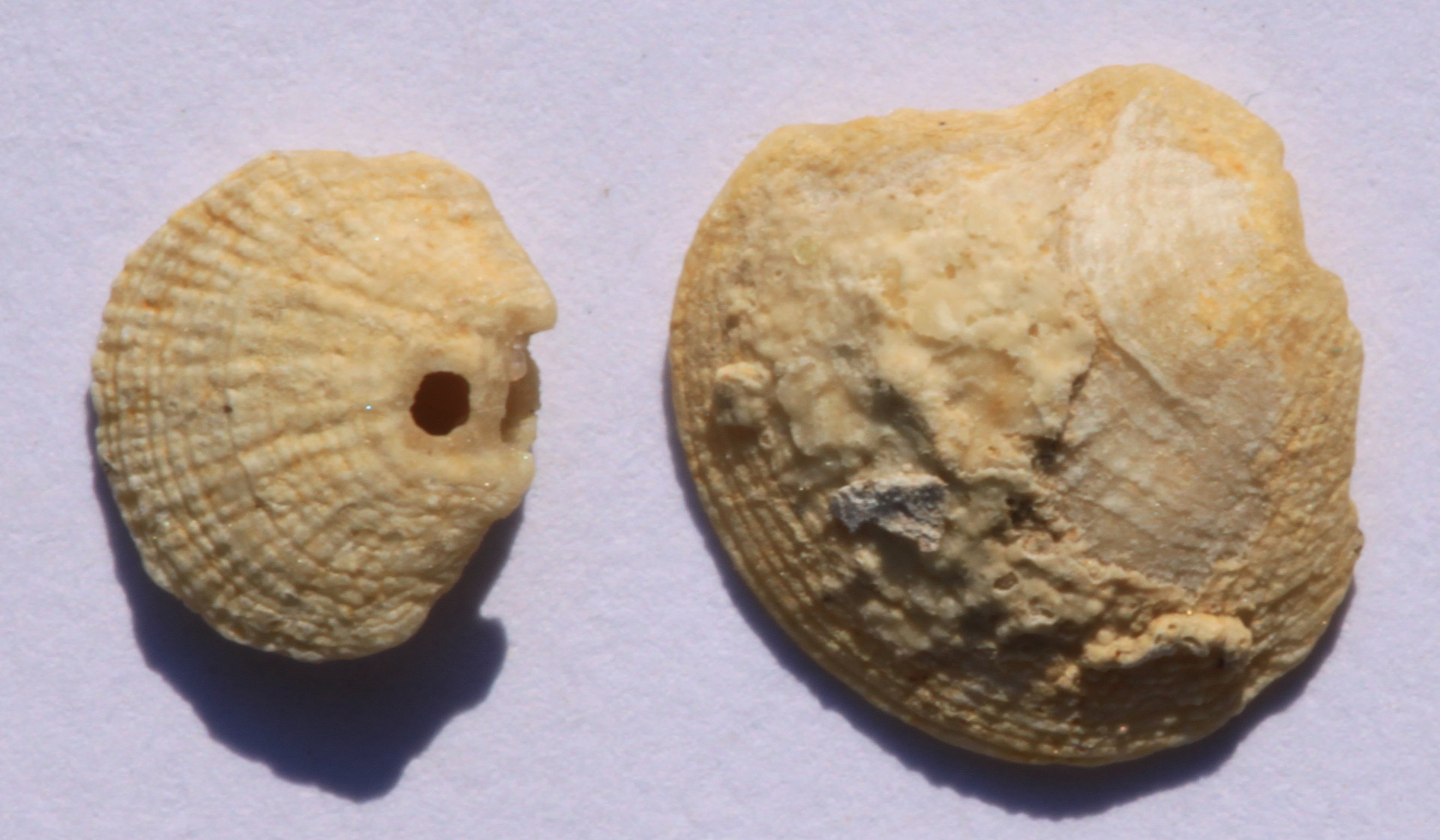
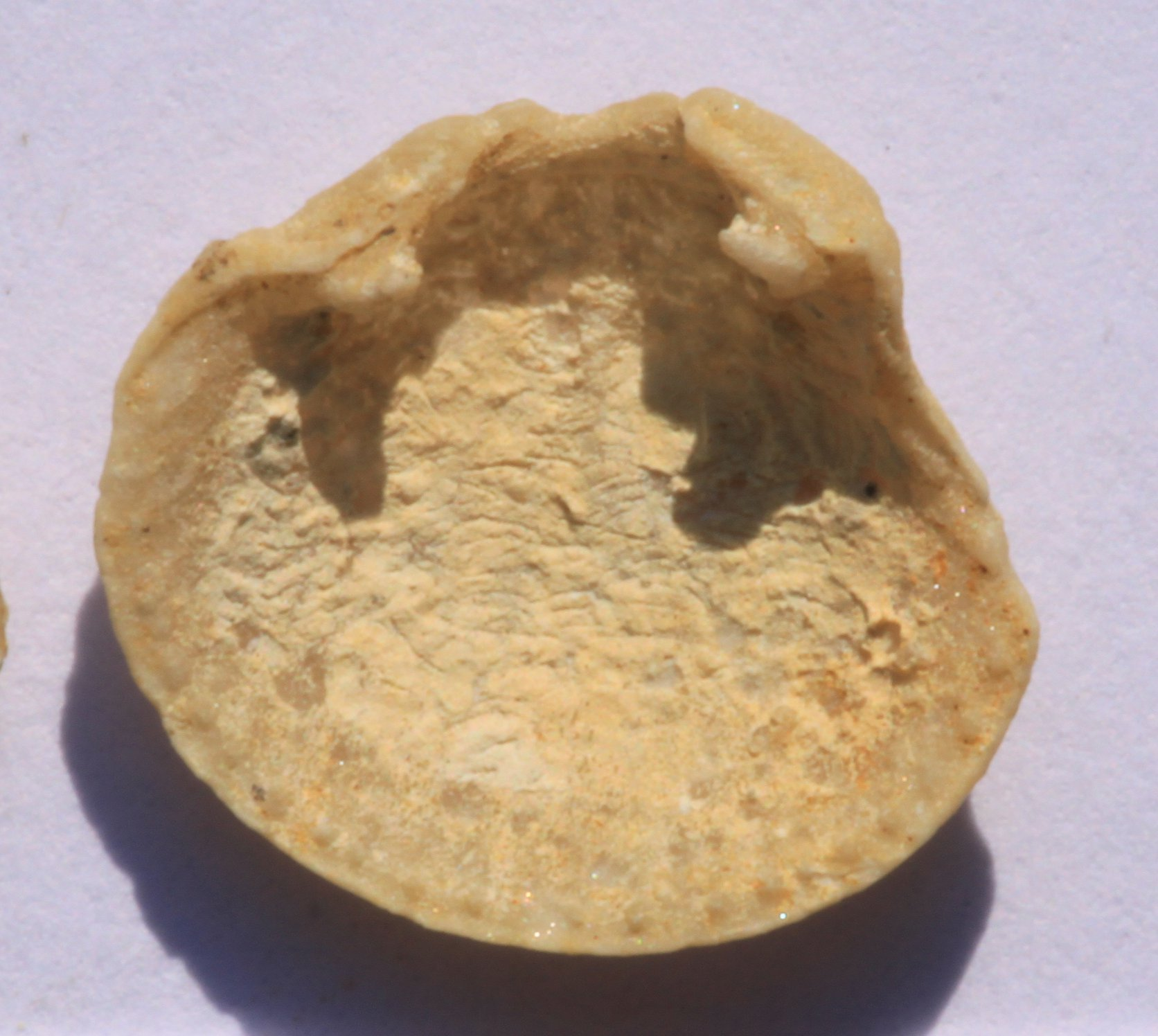
binnenkant van de buikschelp of steelschelp (pedunculate valve)
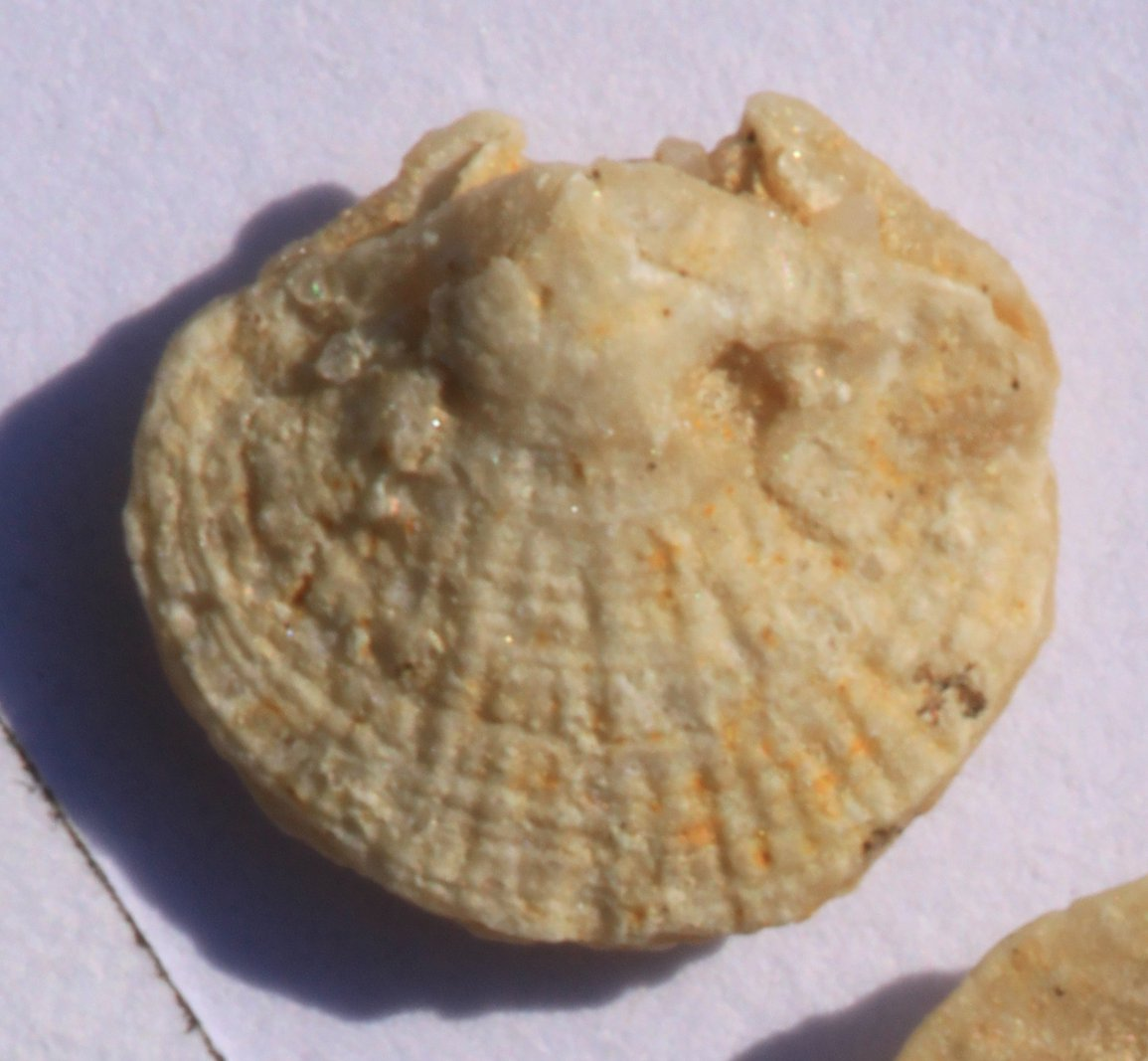
buitenkant van de buikschelp of steelschelp (pedunculate valve)